# 魯比希爾 (內華達州)
魯比希爾（英語：Ruby Hill）是位於美國內華達州尤里卡縣的鬼鎮。

## 歷史
魯比希爾的郵局於1873年設立，其後於1901年停運。

## 地理
魯比希爾所處的海拔為高於海平面2108米（即6916英呎），而該地所採用的時區為UTC-8，即太平洋时区（PST）。同時該地設有夏令時間，為UTC-8調快一小時，即UTC-7（PDT）。